# Mercadotecnia de bases de datos
Marketing de Bases de Datos es una forma de marketing directo usando bases de datos de clientes o clientes potenciales para generar comunicaciones personalizadas con el fin de promover un producto o servicio con propósitos de marketing. El método de comunicación puede ser cualquier medio direccionable, como en marketing directo.
La diferencia entre marketing directo y de base de datos se debe principalmente en la atención prestada al análisis de los datos. El Marketing de bases de datos enfatiza el uso de técnicas estadísticas para desarrollar modelos de comportamiento del consumidor, las cuales después son usadas para seleccionar clientes para comunicaciones. Como consecuencia, los mercadólogos de bases de datos además son grandes usuarios de Almacenes de bases de datos, ya que tienen grandes cantidades de datos sobre consumidores lo cual incrementa las posibilidades de que se pueda construir un producto más exacto.
Existen dos tipos principales de marketing de bases de datos: 1) Bases de datos del consumidor y 2) Bases de datos de negocios. Las bases de datos del consumidor se dirigen principalmente a las empresas que venden a los consumidores, abreviado comúnmente como "de empresa al cliente" (B2C) o BtoC. Las bases de datos de negocios son mucho más avanzados en cuanto a la información que proveen, esto es principalmente porque las bases de datos de negocios no tienen las mismas leyes de privacidad que las bases de datos de consumidores.
Las "bases de datos" se conforman normalmente de nombre, dirección e historial de detalles de transacciones provenientes de ventas internas o sistemas de mensajería, o una lista de resultados de compra compilados de alguna otra organización que ha obtenido esa información de sus clientes. Las fuentes de información compilada se obtienen a través de la donación a la caridad, formularios de algún producto gratis o concursos, tarjetas de garantías de productos, formularios de suscripciones o formas de aplicación a créditos.
Las comunicaciones generadas por bases de datos de marketing pueden ser descritas como correo publicitario o correos electrónico basura si no es solicitado o deseado por el destinatario. Organizaciones de marketing directo y de bases de datos, por otro lado, argumentan que las cartas o correos electrónicos dirigidos a un consumidor que quiere ser contactado sobre ofertas, puede beneficiar tanto a los consumidores como a los vendedores.  
Algunos países y organizaciones insisten que los individuos son libres de proveer o borrar sus nombres y detalles de dirección incluidos en bases de datos de marketing.

## Antecedentes
El marketing de bases de datos nació en la década de los 80 como una nueva y mejorada forma de marketing directo. Durante el periodo tradicional, las listas de corretaje estaban bajo presión para modernizarse, ya que estaban fuera de línea y basadas en cinta, además de que las listas tienden a contener datos limitados
 Al mismo tiempo, con las nuevas tecnologías se ha permitido grabar las respuestas de los consumidores, el marketing de respuesta directa fue en ascenso, con el objetivo de establecer un medio de comunicación de dos vías, o diálogo con clientes. 
Robert D. "Bob" and Kate Kestnbaum fueron pioneros del nuevo marketing directo, a quienes de les atribuye el desarrollo de nuevos métodos de medición, tales como el "valor de vida del cliente", y la aparición de la "modelización financiera" y econometría como estrategias de marketing. Ellos fundaron Kestnbam & Co en 1967, una consultoría, y este fue el lugar de entrenamiento para muchos de los principales pensadores del marketing de base de datos, incluyendo a Robert Blatteberg, Rick Courtheaux y Robert Shaw. Bob Kestnbaum due incluido en el Salón de la Fama del DMA en octubre de 2002
Kestnbaum colaboró con Shaw en la década de los 80 en varios desarrollos históricos de marketing de bases de datos en línea -  para BT (20 millones de clientes), BA (10 millones) y Barclays (13 millones). Shaw incorpora características nuevas en el enfoque de Kestnbaum incluyendo el teléfono y la automatización de canal de ventasventas de campo, optimización de la estrategia de contactos, coordinación y administración de la campaña, gestión de recursos de marketing, contabilidad de marketing y análisis de marketing. Los diseños de estos sistemas han sido ampliamente copiados y posteriormente incorporados a los paquetes MRM y CRM en los años 90 y posteriores.
La definición más antigua de Marketing de bases de datos registrada fue en 1988 en el libro del mismo nombre (Shaw y Stone 1988 Marketing de Bases de Datos):
"El Marketing de Bases de Datos es un enfoque interactivo a Marketing, en el que se utilizan los medios individualmente direccionables de marketing y canales (como el correo, teléfono y las fuerzas de venta): para ayudar a la compañía a extenderse a su audiencia objetivo, para estimular su demanda y para mantenerse cerca de ellos mediante el registro y mantenimiento de una bases de datos electrónica de los clientes, prospectos y todos los contactos comerciales, para ayudar a mejorar todos los contactos futuros y hacer más realista al marketing".

## Crecimiento y evolución del marketing de bases de datos
El crecimiento del marketing de bases de datos ha sido impulsado por una serie de problemas ambientales. Fletcher, Wheeler y Wright (1991) clasifican estos factores en cuatro categorías principales: (1) cambio de papel del marketing directo; (2) el cambio de las estructuras de costo; (3) cambio de tecnología y (4) el cambio de las condiciones de mercado.
EL PAPEL CAMBIANTE DEL MARKETING DIRECTO
- El cambio a la relación de marketing para la ventaja competitiva.
- La disminución e la eficacia de los medios de comunicación tradicionales.
- La saturación y miopía de canales existentes de venta.

CAMBIO DE LAS ESTRUCTURAS DE COSTOS
- La disminución de los costos de procesamiento electrónico.
- El incremento en los costos de marketing.

CAMBIO DE TECNOLOGÍA
- La aparición de nuevos métodos para hacer compras y pagar.
- El desarrollo de métodos económicos para diferenciar la comunicación con el cliente.

CAMBIOS EN LAS CONDICIONES ECONÓMICAS"""
- El deseo de medir el impacto de los esfuerzos de mareting.
- La fragmentación de los mercados de consumo y de negocios..

Shaw y Stone (1988)señalaron que las empresas pasan por fases evolutivas en las que desarrollan sus sistemas de bases de datos de marketing. Ellos identificaron las cuatro fases del desarrollo de bases de datos como:
1. Listas misteriosas;
2. Bases de datos de compradores;
3. Comunicación coordinada con el cliente; y
4. marketing integrado.

## Las principales aplicaciones del marketing de base de datos
Los principales usos del marketing de bases de datos son: 
1. Correo directo: se puede usar una base de datos para escoger a los consumidores a los que se van a mandar información comercial por correo.
2. Telemarketing : una base de datos puede almacenar números de teléfonos, de forma que se puede contactar a los consumidores y a los consumidores potenciales.
3. Sistemas de administración de los distribuidores : la base de datos puede sentar las bases de la información que se proporciona a los distribuidores, y para hacer un seguimiento de su rendimiento.
4. Programas de Fidelización: se puede seleccionar en la base de datos a los consumidores y consumidoras fieles para darles un trato especial y recompensar su lealtad.
5. Marketing por objetivos: se puede seleccionar un segmento a grupos de individuos o bien negocios como objetivos tras el análisis de la base de datos.

También se pueden emplear las bases de datos para intentar construir o bien fortalecer las relaciones con los consumidores. Son esta clase de esfuerzos de mejora de las relaciones con los consumidores y consumidoras los que han conseguido que el marketing de bases de datos evolucione a lo que se conoce ahora como gestión de relaciones con el consumidor (CRM).